# گل‌کوب گونه‌آبی
گل‌کوب گونه‌آبی (نام علمی: Dicaeum maugei) نام یک گونه از سرده گل‌کوب‌های اصلی است.